# San Salvatore (Velence)
A San Salvatore–templom vagy másik nevén San Salvador-templom (ez a forma megegyezik a velencei nyelvű alakkal Céxa de San Salvador) Velence történelmi belvárosának, a San Marco negyednek az egyik katolikus egyházi létesítménye. 
Az épületet a gazdag Ágoston-rend emeltette. Olasz építőmesterek sora dolgozott rajta, így  Giorgio Spavento, Tullio Lombardo és Jacopo Sansovino munkáját fedezhetjük fel a templomon. Végül Sansovino tevékenységének köszönhetően fejeződött be építése 1574-ben. A homlokzata barokk stílusjegyekre utal, Giuseppe Sardi alkotása (1663) dicsérhető benne. Kupolájának ablakait Vincenzo Scamozzi műveként ismerhetjük. Külsején a 15. századi toszkánai reneszánsz hatására lehet ismerni, hatott rá a veneto-bizánci jellegű templomok építésének tradíciója. Alapja görög kereszt, a kis hajókkal együtt latin kereszt. A San Salvatore különlegessége, hogy ez volt az első olyan velencei templom, melyben az oszlopfők a teljes építmény alátámasztásául készültek. 
Az építményben az itáliai reneszánsz szép példáit követhetjük nyomon, ezt jelzi számos értékes műkincse. Jobb oldalhajójában Sansovino Könyörületesség című freskója illetve Hit című utolsó munkája tekinthető meg. Szintén jobbra a harmadik oltár felett Tiziano Angyali üdvözlet című alkotása látható a falon. A jobb kereszthajó falán Cornaro Katalin (Caterina Cornaro) márványból készült síremléke, aki Ciprust a velenceiek számára házasságával megszerezte, és a Köztársaság számára átengedte. Erről tanúskodik a mauzóleum is, melynek témáját Bernardino Contino eleveníti fel A királynő átadja hatalmát a dózsénak című alkotásával. Az épületben a főoltár a  14. századból származik, táblaképe az úgynevezett Pala d’Argento, ezüstből készült velencei ötvösmunka. A főoltár felett foglal helyet ugyancsak Tiziano egyik freskója, melynek témája Krisztus színeváltozása. Közvetlenül a főoltár melletti kápolnában Giovanni Bellini: Emmauszi vacsorája függ. A jobb hajó harmadik oltárának műve Alessandro Vittoria: Szent Rókus és Szent Sebestyén ábrázolása.

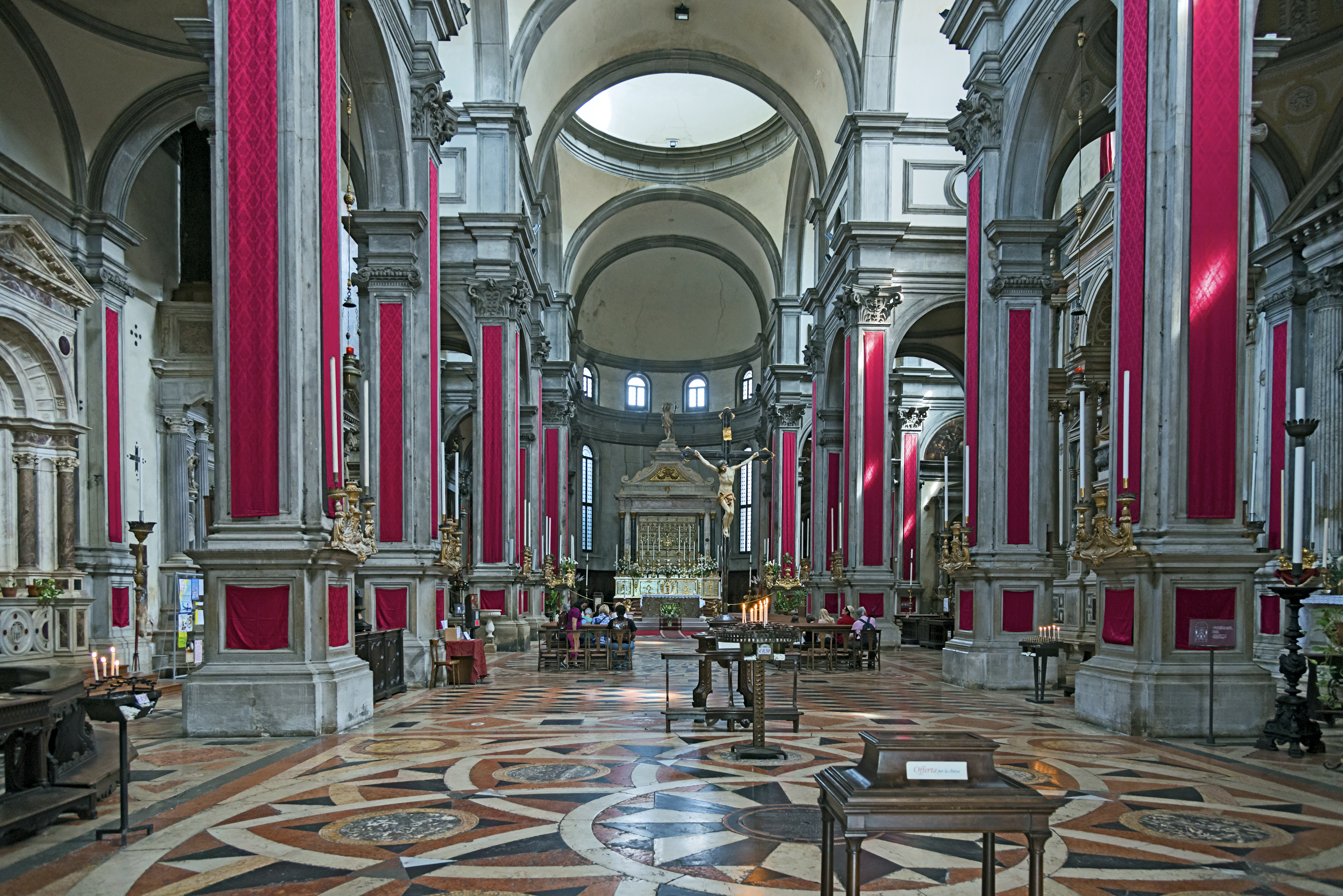
Belül.
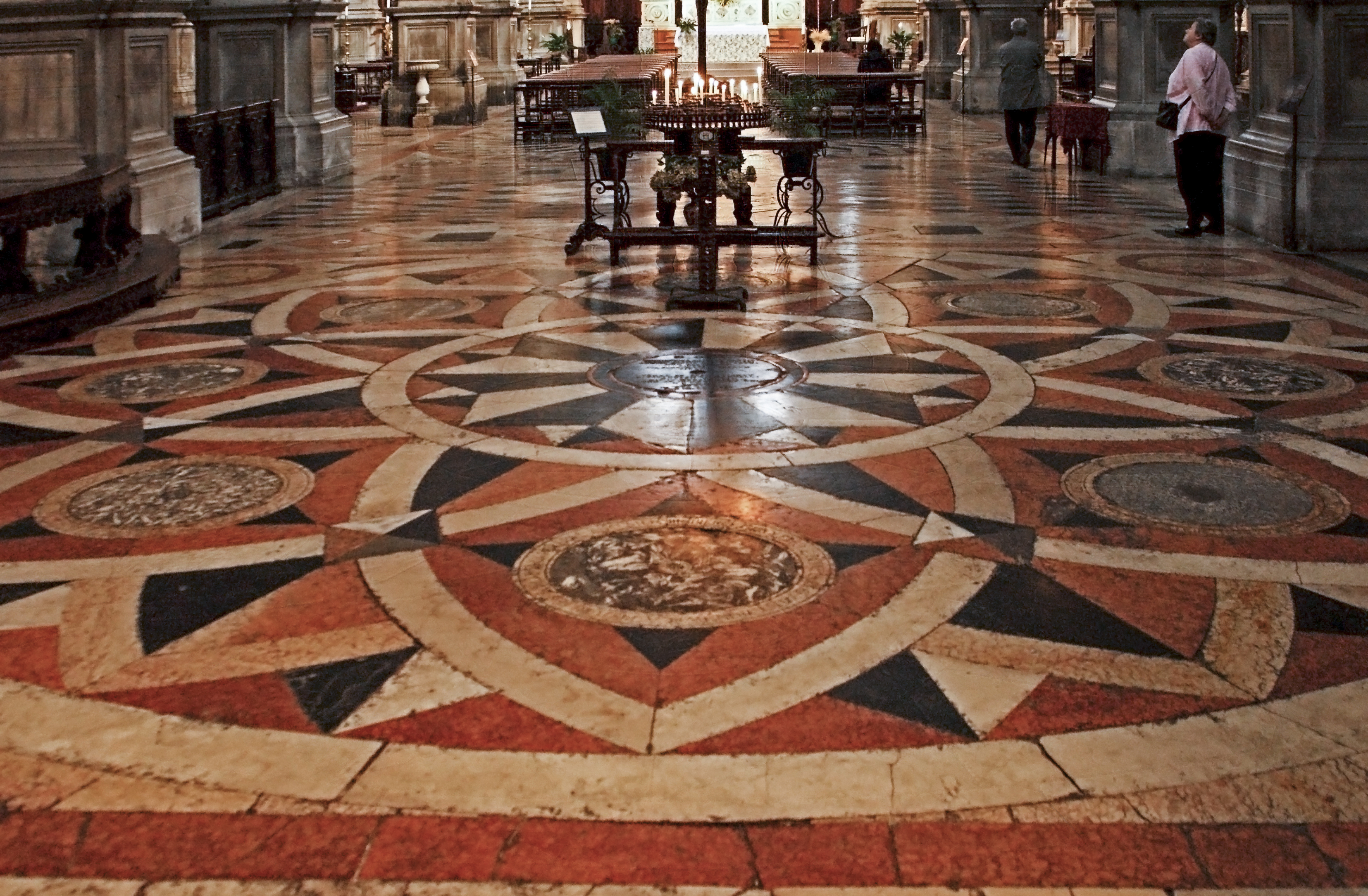
Színes márványból mozaik.
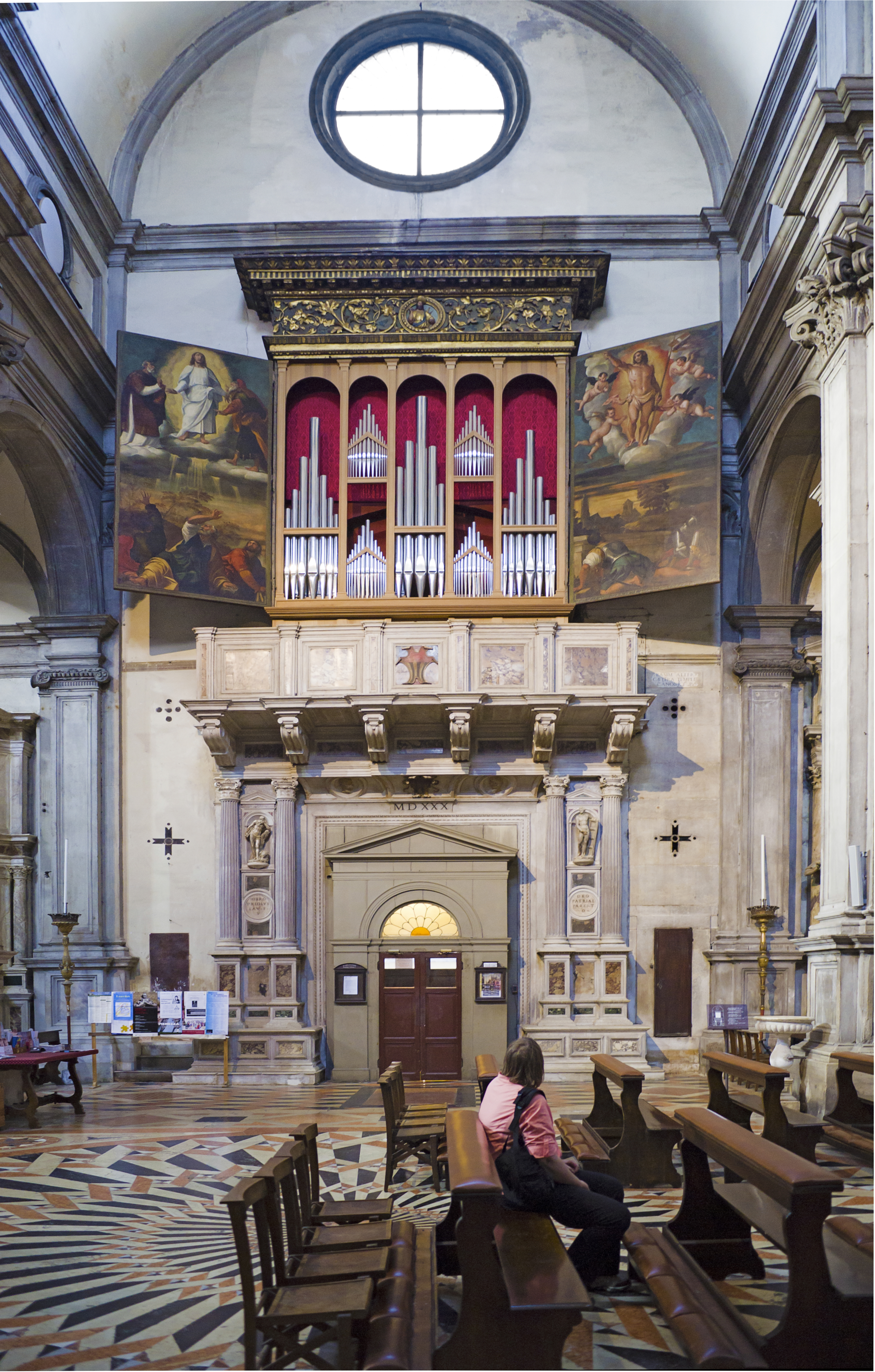
Szerv.
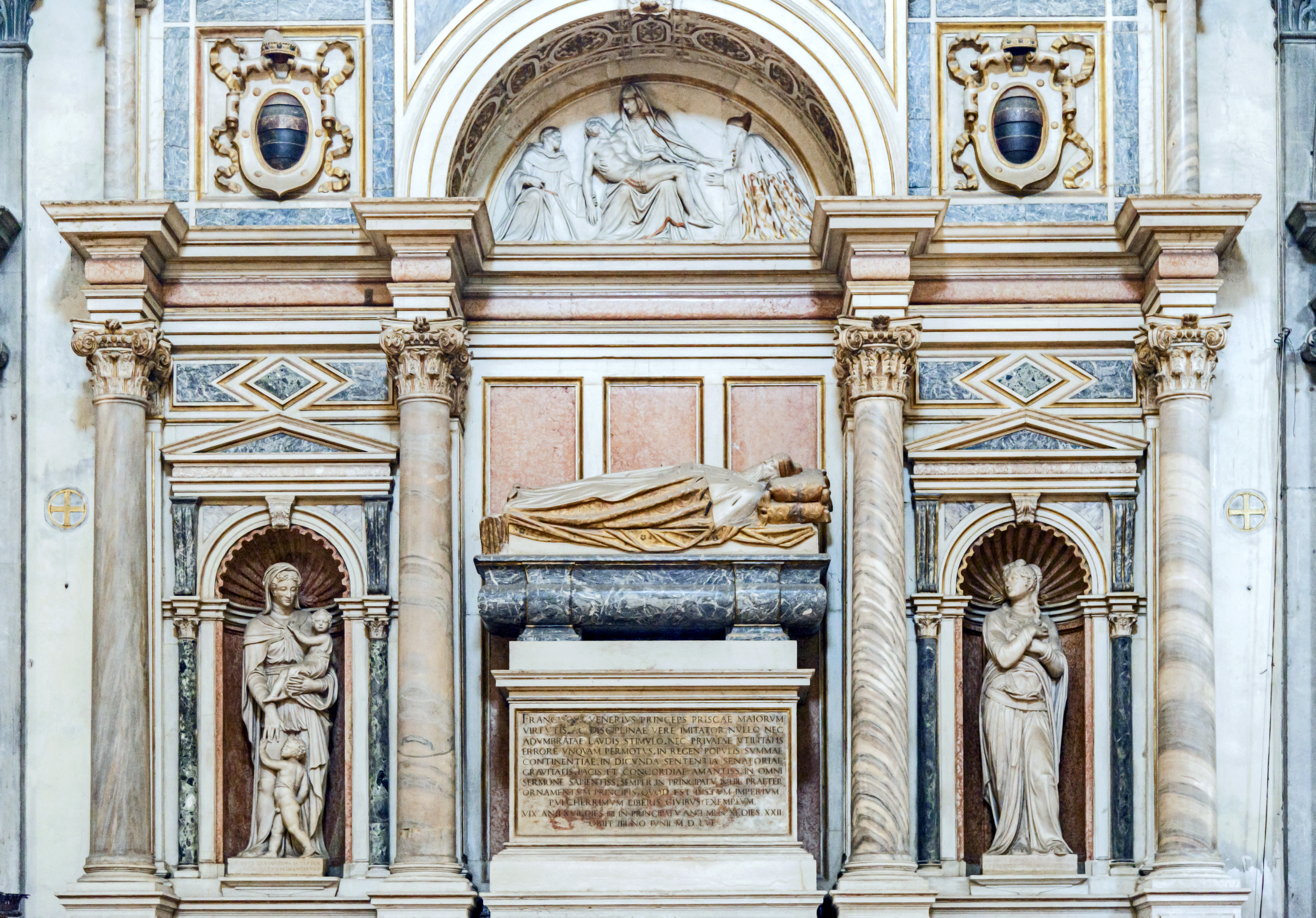
Francesco Venier emlékmű.
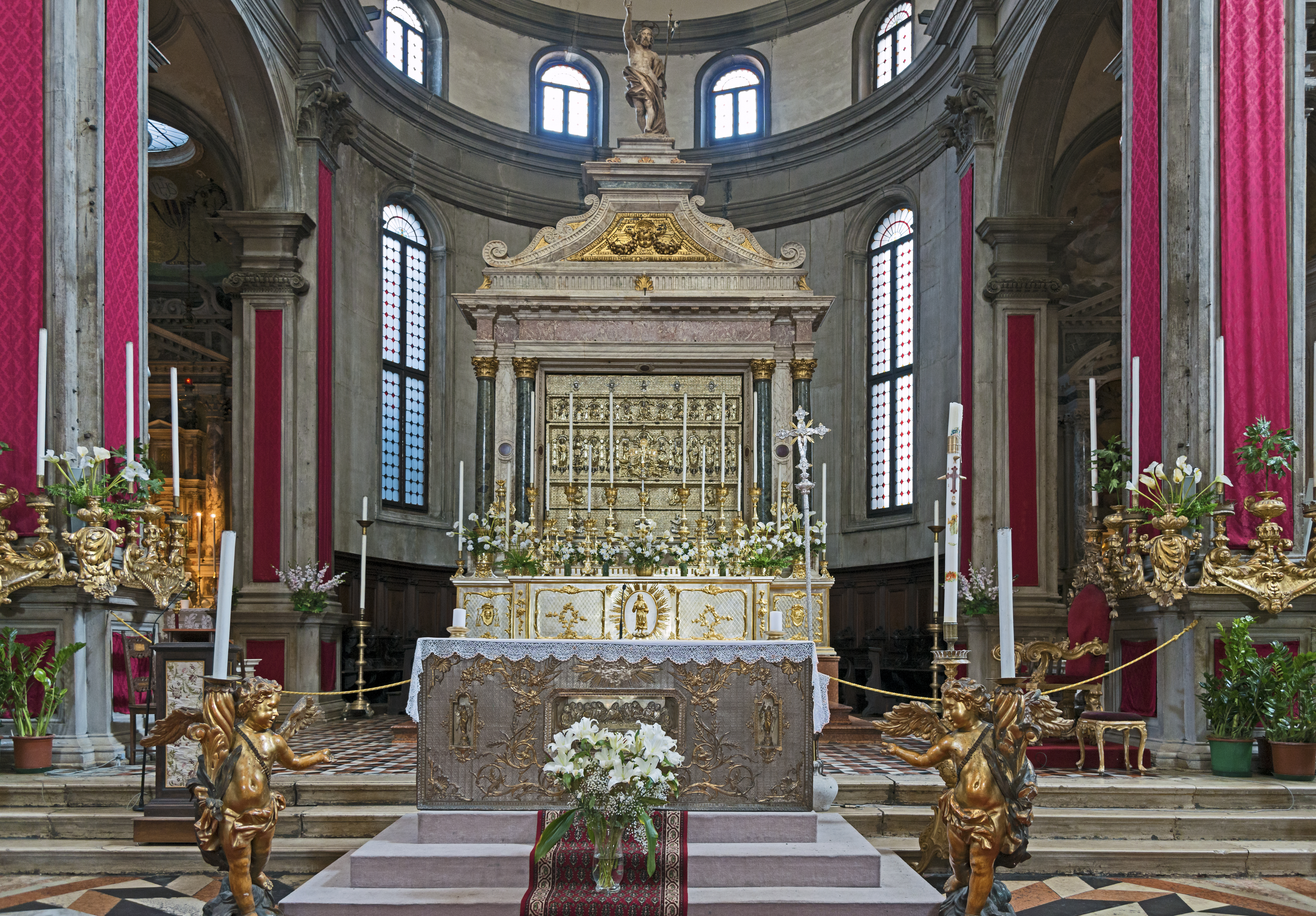
Oltárkép és főoltár.
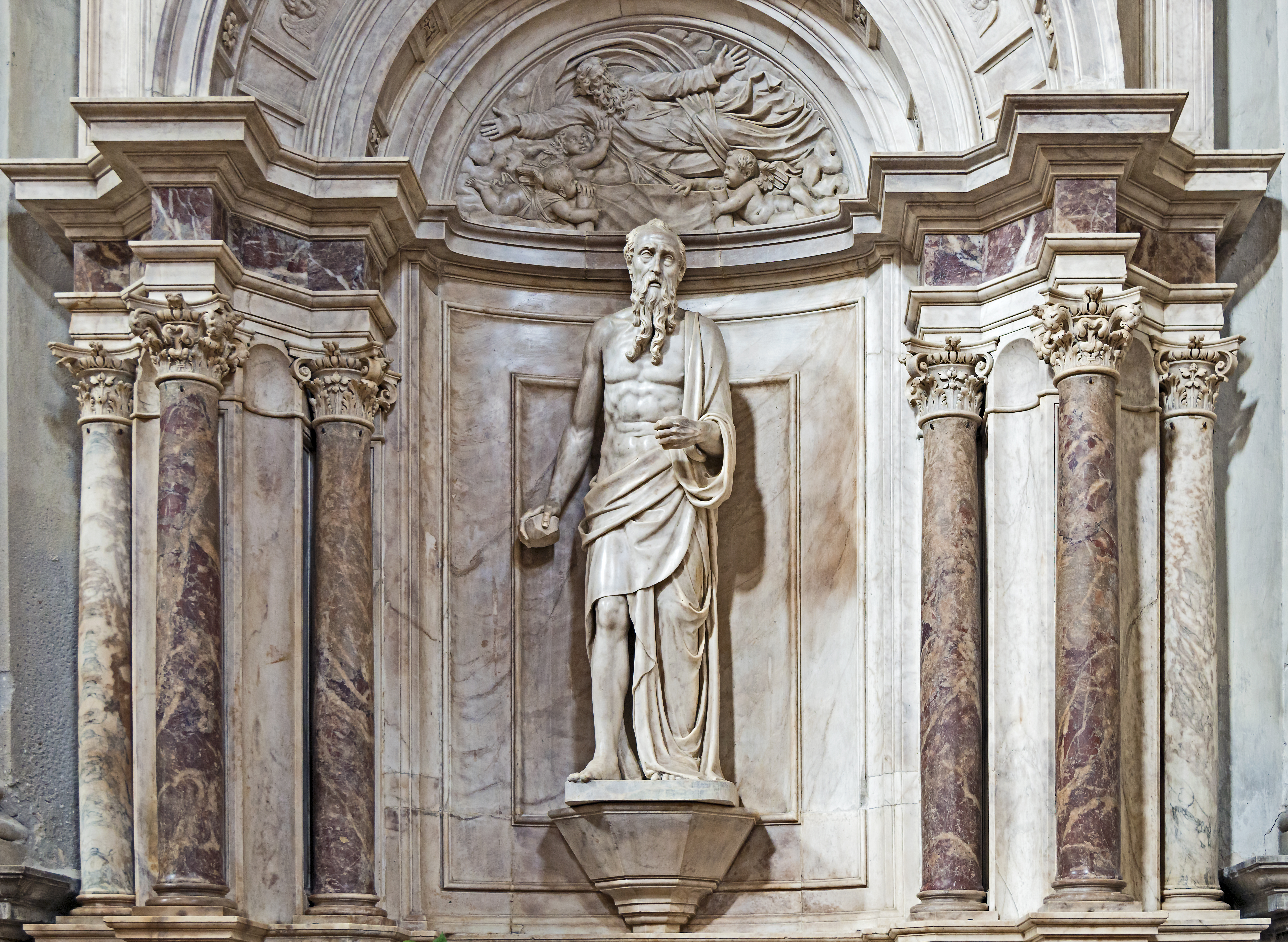
San Gerolamo